# Simon Vouet

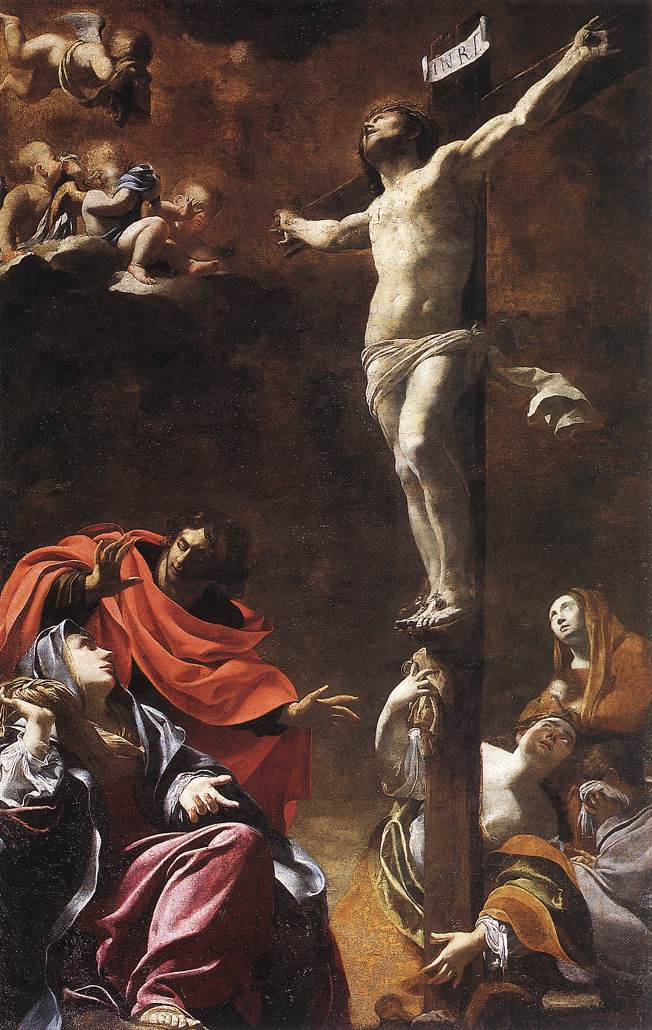
Simon Vouet – Korsfästelsen (1622). Chiesa del Gesù, Genua

Simon Vouet, född 9 januari 1590 i Paris, Frankrike, död 30 juni 1649 i Paris, var en fransk målare under barocken.
Vouet bosatte sig i Italien 1613 och bodde i huvudsak i Rom med kortare vistelser i Genua, Venedig och Neapel. Hans stil vittnar om en särpräglad begåvning och ett djupgående studium av de italienska mästarna, i synnerhet Veronese. Vouet fick snart höga beskyddare, däribland påven Urban VIII. 
1627 inbjöds Vouet att återvända till Frankrike, där han utnämndes till förste hovmålare, en ställning som hotades endast en gång, 1640-1642, då han drogs in i en rivalitet med Poussin. Vouet undervisade eller samarbetade med nästan alla ur den närmast följande generationen franska målare, varav de mest kända är Charles Le Brun, Eustache Le Sueur och Pierre Mignard.
Vouets porträtt från Ludvig XIII:s hov och de flesta av hans stora utsmyckningar för parisiska hus och lantslott har förstörts. Till de bevarade målningarna hör Den besegrade Tiden (1627), Rikedomen (1630-1635) och Ceres (1634-1635).